# Брандт, Рудольф
Рудольф («Руди») Эмиль Герман Брандт (нем. Rudolf ("Rudi") Emil Hermann Brandt; 2 июня 1909, Франкфурт-на-Одере, Германская империя — 2 июня 1948, Ландсбергская тюрьма) — немецкий военный преступник, личный референт Генриха Гиммлера, заместитель президента института Аненербе, начальник канцелярии Министерства внутренних дел Германии, штандартенфюрер СС.

## Биография
По образованию — юрист, образование получал в университетах Берлина и Йены; доктор права. В 1932 году вступил в НСДАП с целью получения возможности карьерного роста и поступил на службу в штаб рейхсфюрера. С 1938 года в Личном штабе рейхсфюрера СС занимал должность личного секретаря-референта . Выступал также как консультант по юридическим вопросам; высококвалифицированный стенографист. В качестве секретаря Гиммлера вёл переписку со многими врачами, проводившими эксперименты над людьми в концлагерях (в частности, Хиртом, Рашером, Клаубергом). Принимал участие в организации убийства как миниумум 86 евреев для коллекции черепов Хирта в Страсбурге.
Также заведовал составлением всевозможной документации (в том числе приказов об уничтожении людей либо начале тех или иных опытов). По воспоминаниям многих подчинённых Гиммлера, работавших вместе с Брандтом, последний пользовался огромным доверием со стороны рейхсфюрера и отличался крайней исполнительностью.
По ряду сведений, Брандт состоял в дружеских отношениях с Феликсом Керстеном и оказывал ему по мере возможности всяческую помощь. Упоминается также тот факт, что Брандт однажды спас ему жизнь, предупредив о готовящемся покушении (спланированном шефом РСХА Кальтенбруннером). Также в некоторых источниках упоминается о том, что Брандт помогал Керстену подделывать документы на освобождение людей из концлагерей: он специально выполнял набор текста с тем расчётом, чтобы после подписания документа рейхсфюрером к имени подлежащего к освобождению человека можно было бы приписать ещё несколько имён. Керстен в своих мемуарах отмечал факт, что, несмотря на добросовестное исполнение Рудольфом поручаемых ему заданий, большинства идей рейхсфюрера он не разделял и относился к ним с неодобрением, считая жестокими и негуманными.
С 30 марта по 11 мая 1941 года воевал в составе артиллерийского батальона в боях против Греции.
В 1944 году получил звание штандартенфюрера. В конце войны в качестве сопровождающего отправился с Гиммлером на встречу с генералом Монтгомери и был арестован в Бреммервёрде. Некоторое время содержался, вместе с остальными спутниками Гиммлера, в лагере для гражданских лиц под Люнебургом. 9 декабря 1946 года предстал на Нюрнбергском процессе над врачами. 20 августа 1947 приговорён к смертной казни. Его товарищ Феликс Керстен пытался спасти его, однако, несмотря на усилия Керстена, Рудольф Брандт был повешен 2 июня 1948.

## Награды
- Немецкий имперский знак за физическую подготовку (DRL) в бронзе
- Почётная шпага рейхсфюрера СС
- Кольцо «Мёртвая голова»
- Крест «За военные заслуги» 2-го и 1-го класса с мечами